# Denzong Peoples Chogpi
Denzong Peoples Chogpi (DPC), politiskt parti i den indiska delstaten Sikkim, som existerade kring 1989. I delstatsvalet 1989 hade DPC lanserat 4 kandidater, som tillsammans fick 298 röster.
Denzong är det tibetanska namnet på Sikkim, och betyder risdal.